# 1872 год
1872 (ты́сяча восемьсо́т се́мьдесят второ́й) год  по григорианскому календарю — високосный год, начинающийся в понедельник. Это 1872 год нашей эры, 2‑й год 8‑го десятилетия XIX века 2‑го тысячелетия, 3‑й год 1870‑х годов. Он закончился 153 года назад.
| Пн | Вт | Ср | Чт | Пт | Сб | Вс |
| 1  | 2  | 3  | 4  | 5  | 6  | 7  |
| 8  | 9  | 10 | 11 | 12 | 13 | 14 |
| 15 | 16 | 17 | 18 | 19 | 20 | 21 |
| 22 | 23 | 24 | 25 | 26 | 27 | 28 |
| 29 | 30 | 31 |    |    |    |    |

| Пн | Вт | Ср | Чт | Пт | Сб | Вс |
|    |    |    | 1  | 2  | 3  | 4  |
| 5  | 6  | 7  | 8  | 9  | 10 | 11 |
| 12 | 13 | 14 | 15 | 16 | 17 | 18 |
| 19 | 20 | 21 | 22 | 23 | 24 | 25 |
| 26 | 27 | 28 | 29 |    |    |    |

| Пн | Вт | Ср | Чт | Пт | Сб | Вс |
|    |    |    |    | 1  | 2  | 3  |
| 4  | 5  | 6  | 7  | 8  | 9  | 10 |
| 11 | 12 | 13 | 14 | 15 | 16 | 17 |
| 18 | 19 | 20 | 21 | 22 | 23 | 24 |
| 25 | 26 | 27 | 28 | 29 | 30 | 31 |

| Пн | Вт | Ср | Чт | Пт | Сб | Вс |
| 1  | 2  | 3  | 4  | 5  | 6  | 7  |
| 8  | 9  | 10 | 11 | 12 | 13 | 14 |
| 15 | 16 | 17 | 18 | 19 | 20 | 21 |
| 22 | 23 | 24 | 25 | 26 | 27 | 28 |
| 29 | 30 |    |    |    |    |    |

| Пн | Вт | Ср | Чт | Пт | Сб | Вс |
|    |    | 1  | 2  | 3  | 4  | 5  |
| 6  | 7  | 8  | 9  | 10 | 11 | 12 |
| 13 | 14 | 15 | 16 | 17 | 18 | 19 |
| 20 | 21 | 22 | 23 | 24 | 25 | 26 |
| 27 | 28 | 29 | 30 | 31 |    |    |

| Пн | Вт | Ср | Чт | Пт | Сб | Вс |
|    |    |    |    |    | 1  | 2  |
| 3  | 4  | 5  | 6  | 7  | 8  | 9  |
| 10 | 11 | 12 | 13 | 14 | 15 | 16 |
| 17 | 18 | 19 | 20 | 21 | 22 | 23 |
| 24 | 25 | 26 | 27 | 28 | 29 | 30 |

| Пн | Вт | Ср | Чт | Пт | Сб | Вс |
| 1  | 2  | 3  | 4  | 5  | 6  | 7  |
| 8  | 9  | 10 | 11 | 12 | 13 | 14 |
| 15 | 16 | 17 | 18 | 19 | 20 | 21 |
| 22 | 23 | 24 | 25 | 26 | 27 | 28 |
| 29 | 30 | 31 |    |    |    |    |

| Пн | Вт | Ср | Чт | Пт | Сб | Вс |
|    |    |    | 1  | 2  | 3  | 4  |
| 5  | 6  | 7  | 8  | 9  | 10 | 11 |
| 12 | 13 | 14 | 15 | 16 | 17 | 18 |
| 19 | 20 | 21 | 22 | 23 | 24 | 25 |
| 26 | 27 | 28 | 29 | 30 | 31 |    |

| Пн | Вт | Ср | Чт | Пт | Сб | Вс |
|    |    |    |    |    |    | 1  |
| 2  | 3  | 4  | 5  | 6  | 7  | 8  |
| 9  | 10 | 11 | 12 | 13 | 14 | 15 |
| 16 | 17 | 18 | 19 | 20 | 21 | 22 |
| 23 | 24 | 25 | 26 | 27 | 28 | 29 |
| 30 |    |    |    |    |    |    |

| Пн | Вт | Ср | Чт | Пт | Сб | Вс |
|    | 1  | 2  | 3  | 4  | 5  | 6  |
| 7  | 8  | 9  | 10 | 11 | 12 | 13 |
| 14 | 15 | 16 | 17 | 18 | 19 | 20 |
| 21 | 22 | 23 | 24 | 25 | 26 | 27 |
| 28 | 29 | 30 | 31 |    |    |    |

| Пн | Вт | Ср | Чт | Пт | Сб | Вс |
|    |    |    |    | 1  | 2  | 3  |
| 4  | 5  | 6  | 7  | 8  | 9  | 10 |
| 11 | 12 | 13 | 14 | 15 | 16 | 17 |
| 18 | 19 | 20 | 21 | 22 | 23 | 24 |
| 25 | 26 | 27 | 28 | 29 | 30 |    |

| Пн | Вт | Ср | Чт | Пт | Сб | Вс |
|    |    |    |    |    |    | 1  |
| 2  | 3  | 4  | 5  | 6  | 7  | 8  |
| 9  | 10 | 11 | 12 | 13 | 14 | 15 |
| 16 | 17 | 18 | 19 | 20 | 21 | 22 |
| 23 | 24 | 25 | 26 | 27 | 28 | 29 |
| 30 | 31 |    |    |    |    |    |

## События
- 1 января — в Российской империи были введены «Временные постановления по почтовой части», в которых был включён раздел «Открытое письмо»[1].
- 12 января — в Аксуме был коронован 88-й негус Эфиопии Йоханныс IV из Тиграйской династии.
- 13 января — в России начала работу служба погоды[2].
- 17 февраля — на конференции в городе Ла-Уньон (Сальвадор) страны Центральной Америки (кроме Никарагуа) подписали пакт о строительстве центрально-американского шоссе, создании единой телеграфной сети, финансировании строительства межокеанского канала в Никарагуа[3].
- 1 марта — решением Конгресса США в Йеллоустоне создан первый в мире Национальный парк.
- 26 марта— в Российской империи выпущена первая почтовая карточка[1].
- 9 марта — впервые был организован Берлинский бал прессы — благотворительное мероприятие в пользу бедствующих журналистов[4].
- 8 апреля — выход в свет в Санкт-Петербурге русского перевода I тома «Капитала» К. Маркса (первый перевод на иностранный язык)[5].
- 1 мая— в Российской империи в обращение поступили почтовые открытки с напечатанной овальной маркой[1].
- 8 мая — обязанности президента Гватемалы (до 10 июня) начинает временно исполнять Хусто Руфино Барриос. Он запретил деятельность в стране ордена иезуитов, конфисковал его имущество, отменил цензуру, провозгласил свободу слова и пр.[6].
- 30 мая — открылась Всероссийская политехническая выставка, пятнадцатая по счёту[7].
- 7 июня — Александр II учредил Особое присутствие Правительствующего сената.
- 7 июля — в Москве открылась первая линия конки[8].
- 18 июля — в Мехико от сердечного приступа скончался президент Мексики Бенито Хуарес. Временным президентом согласно конституции стал председатель Верховного суда Себастьян Лердо де Техада[9].
- 26 июля — В Лиме были убиты оба главы государства — законный президент Хосе Бальта и отстранивший его от власти узурпатор Томас Гутьеррес.
- 14 августа — в России начинается Кренгольмская стачка[10].
- 2—7 сентября — прошёл Гаагский конгресс I Интернационала.
- 11 сентября — в Санкт-Петербурге основан Телеграфный музей.
- 12 сентября — Кренгольмская стачка подавлена войсками[10].
- 18 сентября — после смерти короля Швеции и Норвегии Карла XV из династии Бернадотов на престолы двух стран взошёл его брат Оскар II.
- 13 ноября
  - Вышло в свет первое издание «Азбуки» Льва Толстого.
  - Клод Моне написал картину «Впечатление. Восходящее солнце», которая дала название художественному направлению «импрессионизм»[11].
- 30 ноября — в Глазго состоялся первый официальный международный матч по футболу между национальными сборными Шотландии и Англии, который закончился нулевой ничьей.

### Без точных дат
- В Москве открыт Политехнический музей.
- Готфрид Шенкер[англ.], основатель Schenker & Co. в Вене, предложил первые консолидированные железнодорожные перевозки из Парижа в Вену[12].
- По указу Александра II в Санкт-Петербурге было организовано празднование 200-летнего юбилея Петра I[13].
- В Тарту учреждено Общество эстонских литераторов[14].

## Родились
См. также: Категория:Родившиеся в 1872 году
- 13 января — Юлий Исаевич Айхенвальд, русский литературный критик (ум. 1928).
- 24 января — Зелимхан Харачоевский, известный чеченский абрек (ум. 1913).
- 5 февраля — Уильям Николсон, английский художник, график и детский писатель (ум. 1949).
- 24 февраля — Оле Андреас Станг[англ.], норвежский бизнесмен и землевладелец. (ум. 1955)
- 22 марта — Владимир Петрович Поспелов, русский энтомолог (ум. 1949).
- 31 марта — Сергей Павлович Дягилев, русский театральный и художественный деятель, антрепренёр, один из основоположников «Мира искусства», создатель группы «Русский балет Дягилева» (ум. 1929).
- 31 марта — Артур Гриффит, ирландский журналист, политик, один из основателей партии «Шинн Фейн» (ум. 1922).
- 7 апреля — Дмитрий Владимирович Философов, русский публицист, критик, общественный и политический деятель (ум. 1940).
- 14 мая — Михаил Семёнович Цвет, русский ботаник-физиолог и биохимик растений (ум. 1919).
- 17 мая — Еллий Анатольевич Богданов, российский и советский зоолог, один из основоположников зоотехнии в России и СССР (ум. 1931).
- 18 мая — Бертран Рассел, английский философ, общественный деятель, учёный (ум. 1970).
- 21 мая — Надежда Александовна Тэффи, русская писательница (ум. 1952).
- 28 мая — Мариан Смолуховский (фон Смолан—Смолуховский), польский физик-теоретик (ум. 1917).
- 3 августа — Хоккон VII Глюксбург, король Норвегии, первый после её отделения от Швеции (ум. 1957).
- 15 августа— Шри Ауробиндо, индийский философ, поэт, революционер и организатор национально-освободительного движения Индии, йогин, гуру и основоположник Интегральной йоги (ум. 1950).
- 25 мая — Робертсон, Джордж Стюарт, британский легкоатлет и теннисист, бронзовый призёр летних Олимпийских игр 1896 года (ум. 1967).
- 6 июня — Александра Фёдоровна (Алиса Гессен-Дармштадтская), жена Николая II (расстреляна 1918).
- 7 июня — Леонид Витальевич Собинов, русский оперный певец, лирический тенор (ум. 1934).
- 1 июля — Луи Блерио, французский авиаконструктор, изобретатель и пилот (ум. 1936).
- 4 июля — Кальвин Кулидж, 30-й президент США (ум. 1933).
- 21 августа — Обри Бердслей, английский художник и поэт (ум. 1898).
- 18 сентября — Август Мартынович Кирхенштейн, латвийский советский государственный деятель, президент и премьер-министр Латвии в 1940 году, председатель Президиума Верховного Совета Латвийской ССР в 1940—1952 годах, учёный-микробиолог (ум. 1963).
- 10 сентября — Владимир Клавдиевич Арсе́ньев, русский путешественник, географ, этнограф, историк и писатель (ум. 1930).
- 27 сентября — Леопольд Антонович Сулержицкий, актёр, друг семьи Льва Толстого, учитель.
- 20 сентября — Морис Гюстав Гамелен, французский генерал, главнокомандующий союзными войсками во Франции в 1939—1940 годах (ум. 1958).
- 1 ноября — Рот Андреас, американский художник немецкого происхождения (ум. 1949).
- 1 декабря — Мария Валанда Марамис, национальный герой Индонезии (ум. 1924).
- 5 декабря — Гарри Нельсон Пильсбери, американский шахматист и шахматный теоретик (ум. 1906).

## Скончались
См. также: Категория:Умершие в 1872 году
- 21 января — Петрос Дурян, армянский поэт (род. 1851).
- 21 января — Карл Вильгельм Фрейндлих (род. 1803), эстонский писатель.
- 2 апреля — Сэмюэл Морзе, американский изобретатель, художник (род. 1791).
- 4 июня — Станислав Монюшко, польский композитор (род. 1819).
- 2 июля — Александр Фёдорович Гильфердинг, русский славяновед и фольклорист (род. 1831).
- 18 июля — Бенито Пабло Хуарес, национальный герой Мексики, президент Мексики в 1858 — 1872 годах (род. 1806).
- 3 августа — Доминик-Франсуа-Луи Беллогэ, французский археолог, этнограф, этнолингвист, историк, специалист по истории Бургундии, автор работ о происхождении галльских народов и галльского языка (род. 1795).
- 13 сентября — Мориц Генрих Фюрстенберг, немецкий ветеринар, паразитолог и физиолог (род. 1818).
- 4 октября — Владимир Иванович Даль, русский лексикограф, этнограф, писатель, врач (род. 1801).
- 23 октября — Теофиль Готье, французский прозаик и поэт романтической школы, журналист, критик, путешественник (род. 1811).
- 28 декабря — Домна Томская, юродивая.